# Wiaczesław Łycho
Wiaczesław Nikołajewicz Łycho (ros. Вячеслав Николаевич Лыхо, ur. 16 stycznia 1967 w Michniewie koło Moskwy) – rosyjski lekkoatleta specjalizujący się w pchnięciu kulą, który w pierwszych latach kariery reprezentował Związek Radziecki.
W roku 1992 podczas swojego jedynego w karierze występu na igrzyskach olimpijskich wywalczył brązowy medal. Podczas pierwszych w historii mistrzostw świata juniorów (1986) zdobył srebrny krążek. Pięciokrotnie zdobywał złote medale mistrzostw kraju, w 1988 był halowym mistrzem ZSRR, dwa lata później powtórzył to osiągnięcie na otwartym stadionie. Trzykrotnie zdobywał mistrzostwo Rosji: w 1992 i 1997 na stadionie, a w 1996 w hali. W 1990 roku sięgnął po brąz mistrzostw Europy, jednak ostatecznie odebrano mu medal, gdyż w organizmie zawodnika wykryto nielegalny doping.

## Osiągnięcia
| Rok  | Impreza                     | Miejsce   | Lokata            | Wynik     |
| ---- | --------------------------- | --------- | ----------------- | --------- |
| 1986 | Mistrzostwa świata juniorów | Ateny     | 2. miejsce        | 18,71     |
| 1987 | Mistrzostwa świata          | Rzym      | 9. miejsce        | 19,98     |
| 1989 | Halowe mistrzostwa Europy   | Haga      | 4. miejsce        | 20,16     |
| 1990 | Mistrzostwa Europy          | Split     | 3. miejsce        | 20,81 DSQ |
| 1990 | Igrzyska dobrej woli        | Seattle   | 3. miejsce        | 20,70     |
| 1992 | Igrzyska olimpijskie        | Barcelona | 3. miejsce        | 20,94     |
| 1997 | Mistrzostwa świata          | Ateny     | el. – 28. miejsce | 18,04     |

## Rekordy życiowe
- pchnięcie kulą – 21,20 (1987)
- pchnięcie kulą (hala) – 21,16 (1990)